# Monochrome Rainbow
Singles de Tommy heavenly6
Papermoon
(2008)
Monochrome Rainbow est le 10e single de Tommy heavenly6 et son 1er sous le label Warner Music Japan, sorti le 26 octobre 2011 au Japon. Il atteint la 23e place du classement de l'Oricon et reste classé pendant 3 semaines. Monochrome Rainbow se trouve sur l'album February & Heavenly.
Toutes les paroles sont écrites par Tommy heavenly6.
| 1. | Monochrome Rainbow                                                                   |  |
| 2. | I'm Your Devil (Halloween Remix)                                                     |  |
| 3. | Monochrome Rainbow (Original Instrumental) (seulement édition limitée)               |  |
| 4. | I'm Your Devil (Halloween Remix) (Original Instrumental) (seulement édition limitée) |  |

| 1. | Monochrome Rainbow               |  |
| 2. | I'm Your Devil (Halloween Remix) |  |
| 3. | I'm Your Devil                   |  |